# Wilfried Klingbiel
Wilfried Klingbiel (ur. 21 czerwca 1939 w Stendal) – wschodnioniemiecki piłkarz, występujący na pozycji napastnika.
Z zespołem 1. FC Magdeburg w 1965 zdobył Puchar NRD. W latach 1958–1961 zagrał w 6 meczach i strzelił 1 gola w reprezentacji Niemieckiej Republiki Demokratycznej.
| Sezony    | Klub                        | Mecze | Gole |
| --------- | --------------------------- | ----- | ---- |
| 1956–1959 | BSG Lokomotive Stendal      | ?     | ?    |
| 1959-1964 | Dynamo Berlin               | ?     | ?    |
| 1964-1966 | 1. FC Magdeburg             | ?     | ?    |
| 1966-1969 | Eisenhüttenstädter FC Stahl | ?     | ?    |
| 1969–1973 | FC Stahl Brandenburg        | ?     | ?    |